# Mary-Louise Parker
Mary-Louise Parker (Fort Jackson, Columbia, Carolina del Sud, 2 d'agost de 1964) és una actriu estatunidenca de teatre, cinema i televisió. La seva filmografia principal inclou títols com Companys inseparables (1989), Tomàquets verds fregits (1991), Bales sobre Broadway (1994), El client (1994), Reckless (1995), Boys on the Side (1995), The Portrait of a Lady (1996), Red Dragon (2002), Romance & Cigarettes (2005), L'assassinat de Jesse James comès pel covard Robert Ford (2007), Les cròniques de Spiderwick (2008), Solitary Man (2009) i Howl (2010). També ha treballat en sèries de televisió com The West Wing (2001-2006) i Weeds (2005-2012).

## Biografia
Parker es va graduar en art dramàtic en la North Carolina School of the Arts. Després d'això, va començar a actuar en la sèrie Ryan's Hope.
Al final dels 80, Parker es va traslladar a Nova York, on va aconseguir un treball mesurant peus a ECCO, un fabricant danès de sabates. Després de papers de poca importància, va fer el seu debut a Broadway en una producció de 1990 de Craig Lucas, Seducció prohibida, interpretant el personatge principal, Rita, pel qual va guanyar el premi Clarence Derwent per la seva actuació i sent nominada per a un Tony. Parker va sortir per un temps amb el seu coprotagonista Timothy Hutton en aquest temps. Quan Prelude to a Kiss va ser portat al cinema, Meg Ryan va interpretar el personatge de Parker.
En aquell mateix any, Parker va ser reconeguda pels crítics de tot el món quan va aparèixer en l'altra pel·lícula adaptada d'una obra de Lucas, Longtime Companion, una de les primeres pel·lícules a enfrontar-se a la sida obertament.
Aquest paper va ser seguit per la seva aparició el 1991 en la pel·lícula Gran Canyó, protagonitzada també per Danny Glover, Mary McDonnell, Steve Martin, Alfre Woodard i Kevin Kline. La següent pel·lícula de Parker va ser Tomàquets verds fregits, al costat de Jessica Tandy, Mary Stuart Masterson, Kathy Bats i Cicely Tyson.

## Anys 90
Parker va mantenir una forta presència en els teatres a principi dels 90, encara que també va mantenir la seva reputació en la pantalla gran en protagonitzar El client (1994) al costat de Susan Sarandon i Tommy Lee Jones; Bales sobre Broadway (1994) al costat de John Cusack; i Boys on the Side (1995) al costat de Drew Barrymore i Whoopi Goldberg, on interpretava a una dona víctima de la sida.
El seu següent paper va ser en l'adaptació d'una altra obra de Craig Lucas, Reckless (1995), al costat de Mia Farrow, seguit de la pel·lícula de Jane Campion, Retrat d'una dama (1996), que també protagonitzava Nicole Kidman, Viggo Mortensen, Christian Bale, John Malkovich i Barbara Hershey. A més, va aparèixer al costat de Matthew Modine en la pel·lícula de Tim Hunter, The Maker (1997).
Encara que el seu nom no era gaire conegut per al gran públic, Parker prosperava fora dels focus i la crítica. La seva carrera en el teatre continuava i va aparèixer amb èxit de crítica de Paula Vogel el 1997, How I Learned To Drive, amb David Morse. Després de la seva participació en diverses pel·lícules independents, va participar en Let The Devil Wear Black i en un aplaudit paper en The Five Senses (1999).
Va aconseguir un gran èxit en la televisió amb la sèrie de Showtime Weeds, on dona vida a una vídua que es dedica a traficar i conrear marihuana amb la finalitat de poder mantenir la seva casa en un barri residencial dels afores i l'estil de vida de classe social mitjana portat fins ara.

## Filmografia
Les seves pel·lícules més destacades són:

### Cinema
| Any  | Títol                                                      | Paper               | Notes |
| ---- | ---------------------------------------------------------- | ------------------- | ----- |
| 1989 | Signs of Life                                              | Charlotte           |       |
| 1989 | Companys inseparables (Longtime Company)                   | Lisa                |       |
| 1991 | Tomàquets verds fregits (Fried Green Tomatoes)             | Ruth Jamison        |       |
| 1991 | Grand Canyon                                               | Dee                 |       |
| 1993 | Mr. Wonderful                                              | Rita                |       |
| 1993 | Naked in New York                                          | Joanne White        |       |
| 1994 | Bales sobre Broadway (Bullets over Broadway)               | Ellen               |       |
| 1994 | The Client                                                 | Dianne Sway         |       |
| 1995 | Reckless                                                   | Pooty               |       |
| 1995 | Només elles... els nois a un costat (Boys on the Side)     | Robin Nickerson     |       |
| 1996 | The Portrait of a Lady                                     | Henrietta Stackpole |       |
| 1997 | Murder In Mind                                             | Caroline Walker     |       |
| 1997 | El director (The Maker)                                    | Agent Emily Peck    |       |
| 1998 | Goodbye Lover                                              | Peggy Blane         |       |
| 1999 | Let the Devil Wear Black                                   | Julia Hirsch        |       |
| 1999 | The Five Senses                                            | Rona                |       |
| 2002 | Red Dragon                                                 | Molly Graham        |       |
| 2002 | The Quality of Mercy                                       | Sarah Richardson    |       |
| 2002 | Pipe Dream                                                 | Toni Edelman        |       |
| 2004 | Saved!                                                     | Lillian Cummings    |       |
| 2004 | The Best Thief in the World                                | Sue Zaidman         |       |
| 2006 | Romance & Cigarrets                                        | Constance Murder    |       |
| 2007 | The Assassination of Jesse James by the Coward Robert Ford | Zee James           |       |
| 2008 | The Spiderwick Chronicles                                  | Helen Grace         |       |
| 2009 | Solitary Man                                               | Jordan Karsch       |       |
| 2010 | Howl                                                       | Gail Potter         |       |
| 2010 | Red                                                        | Sarah Ross          |       |
| 2013 | R.I.P.D.                                                   | Mildred Proctor     |       |
| 2013 | Red 2                                                      | Sarah Ross          |       |
| 2013 | Christmas in Conway                                        | Suzy Maigr          |       |
| 2014 | Behaving Badly                                             | Lucy Stevens        |       |
| 2014 | Jamesy Boy                                                 | Tracy Burns         |       |
| 2016 | Chronically Metropolitan                                   | Annabel             |       |
| 2017 | Golden Exits                                               | Gwendolyn           |       |
| 2018 | Red Sparrow                                                | Stephanie Boucher   |       |

### Televisió
| Any     | Espectacle                           | Paper                 | Notes        |
| ------- | ------------------------------------ | --------------------- | ------------ |
| 1988    | Too Young the Hero                   | Pearl Spencer         | telefilm     |
| 1994    | A Place for Annie                    | Linda Marsten         | telefilm     |
| 1995    | Sugartime                            | Phyllis McGuire       | telefilm     |
| 1998    | Saint Maybe                          | Lucy Dean Bedloe      | telefilm     |
| 1998    | Legalese                             | Rica Martin           | telefilm     |
| 1999    | The Simple Life of Noah Dearborn     | Valerie Crane         | telefilm     |
| 2000    | Cupido & Cate                        | Cate Deangelo         | telefilm     |
| 2001–06 | The West Wing                        | Amy Gardner           | 23 episodis  |
| 2002    | Master Spy: The Robert Hanssen Story | Bonnie Hanssen        | telefilm     |
| 2003    | Angels in America                    | Harper Pitt           | 6 episodis   |
| 2004    | Miracle Run                          | Corrine Morgan-Thomas | telefilm     |
| 2005    | Vinegar Hill                         | Ellen Grier           | telefilm     |
| 2005–12 | Weeds                                | Nancy Botwin          | 102 episodis |
| 2007    | The Robber Bride                     | Zenia Arden           | telefilm     |
| 2014    | The Blacklist                        | Naomi Hyland          | 4 episodis   |
| 2017    | When We Rise                         | Roma Guy              | 7 episodis   |
| 2017    | Bilions                              | George Minchak        | 2 episodis   |
| 2017    | Mr. Mercedes                         | Janey Patterson       | Sèrie        |

## Premis i nominacions[5]

### Premis
- 2004: Globus d'Or a la millor actriu secundària en sèrie, minisèrie o telefilm per Angels in America
- 2004: Primetime Emmy a la millor actriu secundària en minisèrie o telefilm per Angels in America
- 2006: Globus d'Or a la millor actriu en sèrie musical o còmica per Weeds

### Nominacions
- 2002: Primetime Emmy a la millor actriu secundària en sèrie dramàtica per The West Wing
- 2007: Globus d'Or a la millor actriu en sèrie musical o còmica per Weeds
- 2007: Primetime Emmy a la millor actriu en sèrie còmica per Weeds
- 2007: Primetime Emmy a la millor actriu en minisèrie o telefilm per The Robber Bride
- 2008: Globus d'Or a la millor actriu en sèrie musical o còmica per Weeds
- 2008: Primetime Emmy a la millor actriu en sèrie còmica per Weeds
- 2009: Globus d'Or a la millor actriu en sèrie musical o còmica per Weeds
- 2009: Primetime Emmy a la millor actriu en sèrie còmica per Weeds